# John Parsch
John Parsch (* um 1970) ist ein US-amerikanischer Evolutionsbiologe. Er ist als Professor an der Ludwig-Maximilians-Universität in München tätig.

## Leben
Parsch erwarb 1992 seinen B. A. in Biologie am Washington and Jefferson College und 1998 seinen Ph.D. in Molekular- und Zellbiologie an der University of Maryland. Er war in der Folge an der University of Rochester, der Harvard University und ist seit 2001 an der LMU München tätig.
Bedeutung erlangten seine Forschung über Drosophila. Er setzt sich gegen die Verbreitung des pseudowissenschaftlichen Kreationismus ein.